# Nokia 3230
Nokia 3230 — трёхдиапазонный мобильный смартфон, анонсированный фирмой Nokia 2 ноября 2004 года. Используется платформа Series 60.
Для привлечения внимания аудитории компании Nokia требовался телефон с функциями, которые будут востребованы и выделят модель среди своей серии (Nokia 7610 и Nokia 6670), но в то же время не повлияют на объёмы продаж телефонов следующего поколения (Nokia 6630, Nokia 6680, Nokia 6681). Это и предопределило добавление в аппарат FM-радио и ИК-порта, которых не было в предыдущих моделях, а также PTT. Полноценного стереопроигрывания музыкальных файлов не планировалось, этим могут похвастаться только модели следующего поколения.

## Положение на рынке и конкуренты
Nokia 3230 был первым мобильным телефоном фирмы Nokia на платформе Series 60, ориентированный на молодёжный рынок. До того эта платформа применялась только в телефонах более высокого класса. На короткое время он стал весьма популярным телефоном: в его ценовой категории подобными характеристиками обладали только два телефона: собственно Nokia 3230 и Siemens SX1.

## Известные проблемы модели
Одной из главных проблем было попадание пыли в пространство между ЖК-дисплеем и прозрачным защитным оргстеклом. Однако пыль можно было убрать самостоятельно, вручную открыв пластиковый корпус.
Самая главная проблема связана с джойстиком: со временем джойстик в одном из направлений срабатывал хуже, его необходимо было сильнее прожимать. Связано это с тем, что пластик джойстика "пробивает" мембрану кнопки, лечится это заменой мембран.
Нарекания так же касались срока работы от батареи, так как это был один из первых телефонов который работал менее пары дней на одной зарядке.
Также были отмечены медленный отклик камеры, внезапные отключения экрана и случайные перезагрузки.

## Технические характеристики
Технические характеристики устройства более недоступны на официальном сайте, в связи с чем они приведены на основании других сайтов:
| Тип                          | Тип |
| ---------------------------- | --- |
| Форм-фактор                  | моноблок |
| Класс                        | смартфон |
| Стандарт                     | |
| 2G                           | 900, 1800, 1900 МГц |
| Дисплей                      | |
| Тип экрана                   | TFT |
| Разрешение экрана            | 176x208 точек |
| Количество цветов            | 65 тыс. цветов |
| Аккумулятор                  | |
| Тип                          | Li-Ion |
| Модель                       | BL-5B |
| Емкость                      | 760 мАч |
| Время работы                 | |
| В режиме разговора           | 4 ч |
| В режиме ожидания            | 200 ч |
| Размеры                      | |
| Длина                        | 109 мм |
| Ширина                       | 49 мм |
| Толщина                      | 19 мм |
| Вес                          | |
| Вес                          | 110 г |
| Смартфон                     | |
| Комбинация OS/UI             | Symbian 7.0s, S60 2.1 (S60 2nd Edition, Feature Pack 1)                                                                          |
| Операционная система         | Symbian |
| Версия ОС                    | 7.0s |
| Пользовательский интерфейс   | S60 |
| Версия UI                    | 2.1 |
| Java платформа               | |
| Java платформа               | Series 60 2nd Edition, Feature Pack 1 (2.0, 1.0)                                                                                 |
| Камера                       | |
| Количество мегапикселей      | 1,3 Мп |
| Цифровой зум                 | (6x) |
| Видеозапись                  | (176 x 144, формат H.263) |
| Память                       | |
| Встроенная                   | 6 Мбайт |
| Слот расширения              | (RS-ММС) |
| Комплект поставки            | |
| Комплект поставки            | - смартфон - батарея - зарядное устройство Nokia ACP-7 - стереогарнитура Nokia HDS-3 - карта памяти RS-ММС на 32 Мб - инструкция |
| Мультимедиа                  | |
| FM радио                     | Есть |
| Аудиоплеер                   | Есть |
| Видео плеер                  | Есть |
| Диктофон                     | Есть |
| Поддерживаемые форматы аудио | MP3, WAV, AAC, AMR |
| Поддерживаемые форматы видео | H.263, MPEG-4 |
| Сигналы вызова               | |
| Тип сигнала                  | 40 тонов |
| Виброзвонок                  | Есть |
| Другое                       | MP3 мелодии |
| Другое                       | |
| Материалы корпуса            | пластик |
| Сменные панели               | Да |
| Цвета корпуса                | черный, красный |
| Предустановленные игры       | (Agent V, Rally Pro, Warrior) |